# Paolo Blora
Paolo Blora (Pavia, 12 ottobre 1969) è un pilota motociclistico italiano, ritiratosi dall'attività agonistica, campione italiano Superbike nel 1998, tecnico della specialità velocità del Gruppo Sportivo Fiamme Oro e responsabile tecnico di numerosi piloti impegnati nel motomondiale.

## Carriera motociclistica
Blora inizia a gareggiare nel 1986. Nel 1990 si classifica sedicesimo nel campionato europeo Superbike, l'anno successivo chiude decimo e ottiene un podio a Rijeka. Nella sua carriera i risultati più importanti sono stati il titolo di campione italiano della classe Superbike 1998, in sella ad una Ducati 916, oltre a due campionati mondiali Polizia a squadre e uno nell’individuale. dal 1997 si dedica anche alle corse di endurance vincendo la 200 Miglia di Monza e il Trofeo Bimota. Nel 1998 esordisce nel mondiale Superbike disputando, in qualità di wild card, le due gare in territorio italiano con il team Techna Racing. Ottiene tre punti nel Gran Premio di Misano classificandosi quarantaduesimo. Nel 1999 prende parte, sia come wild card che come pilota sostitutivo, ai Gran Premi disputati in Italia del mondiale Superbike senza ottenere punti. Nel 2000 disputa sei Gran Premi come pilota titolare nel mondiale Superbike con una Ducati 996 RS2000 del Pacific Team raccogliendo altri tre punti. Nel 2001 torna a gareggiare come wild card nei soli eventi in territorio italiano, nel frattempo saliti a tre in calendario, e totalizza due punti. Nel 2002, nuovamente con il Pacific Team, prende parte ai Gran Premi italiani del mondiale senza ottenere punti. Nel 2003 gareggia solamente nel Gran Premio di Misano con il team Lucido Corse conquistando tre punti. Nel 2004 gareggia a Monza con una Ducati 999RS del team Guandalini Racing e a Imola con una Yamaha YZF-R1 del UnionBike GiMotorsport senza ottenere punti. Il 2005, ultimo anno di Blora nel mondiale, lo vede prendere parte al Gran Premio di Monza, con una Yamaha del team Tienne, e al Gran Premio di Misano, con una Ducati di Piazza Corse, senza ottenere punti.
Parallelamente alle partecipazioni al mondiale e fino al 2010, prende parte al campionato italiano Superbike dove ottiene i migliori piazzamenti nei primi anni del nuovo secoloː è vice-campione nel 2001 (con una pole position e quattro piazzamenti a podio), quarto nel 2002 (un'altra pole) e nono nel 2003. Nel 2004 chiude nuovamente al nono posto, nel 2005 ventesimo, nel 2006 quattordicesimo, nel 2007 diciottesimo, quattordicesimo nel 2008 e ventitreesimo nel 2009.
Oltre al CIV prende parte a diversi trofei nazionali con discreto successo come, ad esempio, il Trofeo Motorrad Italia nel 2014.

## Carriera manageriale
Entra a far parte della Polizia di Stato nei primi anni di corse e continua a farne parte anche al termine della sua carriera da motociclista. È responsabile tecnico del Gruppo Sportivo Fiamme Oro e aiuta i nuovi talenti della Polizia a crescere nello sport.

## Risultati nel mondiale Superbike
| 1998 | Moto   |  |  |  |  |    |    |  |  |  |  |    |    |  |  |  |  |  |  |  |  |  |  |  |  |  |  | Punti | Pos. |
| ---- | ------ |  |  |  |  | -- | -- |  |  |  |  | -- | -- |  |  |  |  |  |  |  |  |  |  |  |  |  |  | ----- | ---- |
| 1998 | Ducati |  |  |  |  | 17 | 17 |  |  |  |  | 13 | 16 |  |  |  |  |  |  |  |  |  |  |  |  |  |  | 3     | 42º  |

| 1999 | Moto   |  |  |  |  |  |  |  |  |    |     |  |  |     |    |  |  |  |  |  |  |  |  |  |  |  |  | Punti | Pos. |
| ---- | ------ |  |  |  |  |  |  |  |  | -- | --- |  |  | --- | -- |  |  |  |  |  |  |  |  |  |  |  |  | ----- | ---- |
| 1999 | Ducati |  |  |  |  |  |  |  |  | 17 | Rit |  |  | Rit | NP |  |  |  |  |  |  |  |  |  |  |  |  | 0     |      |

| 2000 | Moto   |  |  |  |  |  |  |     |    |    |    |    |    |     |    |    |    |     |    |  |  |  |  |  |  |  |  | Punti | Pos. |
| ---- | ------ |  |  |  |  |  |  | --- | -- | -- | -- | -- | -- | --- | -- | -- | -- | --- | -- |  |  |  |  |  |  |  |  | ----- | ---- |
| 2000 | Ducati |  |  |  |  |  |  | Rit | NP | 19 | 15 | 22 | 20 | Rit | 17 | 14 | 19 | Rit | NP |  |  |  |  |  |  |  |  | 3     | 47º  |

| 2001 | Moto   |  |  |  |  |  |  |  |  |     |     |  |  |  |  |     |    |  |  |  |  |  |  |  |  |    |     | Punti | Pos. |
| ---- | ------ |  |  |  |  |  |  |  |  | --- | --- |  |  |  |  | --- | -- |  |  |  |  |  |  |  |  | -- | --- | ----- | ---- |
| 2001 | Ducati |  |  |  |  |  |  |  |  | Rit | Rit |  |  |  |  | Rit | 17 |  |  |  |  |  |  |  |  | 14 | Rit | 2     | 41º  |

| 2002 | Moto   |  |  |  |  |  |  |  |  |     |    |  |  |  |  |    |     |  |  |  |  |  |  |  |  |    |     | Punti | Pos. |
| ---- | ------ |  |  |  |  |  |  |  |  | --- | -- |  |  |  |  | -- | --- |  |  |  |  |  |  |  |  | -- | --- | ----- | ---- |
| 2002 | Ducati |  |  |  |  |  |  |  |  | Rit | 16 |  |  |  |  | 16 | Rit |  |  |  |  |  |  |  |  | 21 | Rit | 0     |      |

| 2003 | Moto   |  |  |  |  |  |  |  |  |  |  |  |  |    |    |  |  |  |  |  |  |  |  |  |  |  |  | Punti | Pos. |
| ---- | ------ |  |  |  |  |  |  |  |  |  |  |  |  | -- | -- |  |  |  |  |  |  |  |  |  |  |  |  | ----- | ---- |
| 2003 | Ducati |  |  |  |  |  |  |  |  |  |  |  |  | 13 | 17 |  |  |  |  |  |  |  |  |  |  |  |  | 3     | 41º  |

| 2004 | Moto            |  |  |  |  |  |  |     |     |  |  |  |  |  |  |  |  |  |  |    |    |  |  |  |  |  |  | Punti | Pos. |
| ---- | --------------- |  |  |  |  |  |  | --- | --- |  |  |  |  |  |  |  |  |  |  | -- | -- |  |  |  |  |  |  | ----- | ---- |
| 2004 | Ducati e Yamaha |  |  |  |  |  |  | Rit | Rit |  |  |  |  |  |  |  |  |  |  | 20 | 22 |  |  |  |  |  |  | 0     |      |

| 2005 | Moto            |  |  |  |  |  |  |    |    |  |  |     |     |  |  |  |  |  |  |  |  |  |  |  |  |  |  | Punti | Pos. |
| ---- | --------------- |  |  |  |  |  |  | -- | -- |  |  | --- | --- |  |  |  |  |  |  |  |  |  |  |  |  |  |  | ----- | ---- |
| 2005 | Yamaha e Ducati |  |  |  |  |  |  | 24 | 19 |  |  | Rit | Rit |  |  |  |  |  |  |  |  |  |  |  |  |  |  | 0     |      |

| Legenda | 1º posto        | 2º posto            | 3º posto           | A punti      | Senza punti        | Grassetto – Pole position Corsivo – Giro più veloce |
| Legenda | Gara non valida | Non qual./Non part. | Ritirato/Non class | Squalificato | '-' Dato non disp. | Grassetto – Pole position Corsivo – Giro più veloce |